# Szerelem, angolosan
A Szerelem, angolosan (eredeti cím: Some Kind of Beautiful, kanadai cím: How to Make Love Like an English, angol cím: Lessons in Love) 2014-ben bemutatott amerikai romantikus-filmvígjáték, melyet Tom Vaughan rendezett és Matthew Newman írt. A főszerepben Pierce Brosnan, Jessica Alba és Salma Hayek. A filmet Kevin Frakes és Richard Lewis készítették.
Az Amerikai Egyesült Államokban 2015. augusztus 21-én mutatták be, Magyarországon DVD-n jelent meg szinkronizálva.

## Szereplők
| Szerep         | Színész          | Magyar hang     |
| -------------- | ---------------- | --------------- |
| Richard Haig   | Pierce Brosnan   | Kautzky Armand  |
| Kate           | Jessica Alba     | Bognár Anna     |
| Olivia         | Salma Hayek      | Németh Borbála  |
| Gordon         | Malcolm McDowell | Harsányi Gábor  |
| Brian          | Ben McKenzie     | Markovics Tamás |
| Jake           | Duncan Joiner    | Straub Martin   |
| Angela         | Merrin Dungey    | Solecki Janka   |
| Cindy          | Marlee Matlin    | Csere Ágnes     |
| Tim            | Ivan Sergei      | N/A             |
| Ernesto        | Lombardo Boyar   | Takátsy Péter   |
| Victor Piggott | Fred Melamed     | Rosta Sándor    |
| Chad           | Paul Rae         | N/A             |
| Alan           | Robert Mailhouse | N/A             |
| Susan Vale     | Sandy Martin     | N/A             |

## Filmkészítés

### Gyártás
Jessica Alba, Pierce Brosnan és Kristin Scott Thomas kapott először szerepet. Thomas később kiesett, helyére Salma Hayek került. Ben McKenzie október 17-én csatlakozott a szereplők köreihez.

### Forgatás
A film forgatása összesen 25 napig tartott. 2013. október 14-én kezdődött a forgatás Los Angelesben és november 9-én fejeződött be.

## Megjelenés
A film világpremierje az AFM-en volt 2014. november 6-án. A filmet 2015. június 4-én mutatták be Dániában. A filmet 2015. július 23-án mutatták be a DirecTV-n, mielőtt korlátozott kiadásban és Video on Demand platformon keresztül megjelenítették volna 2015. augusztus 21-én.